# Turism religios

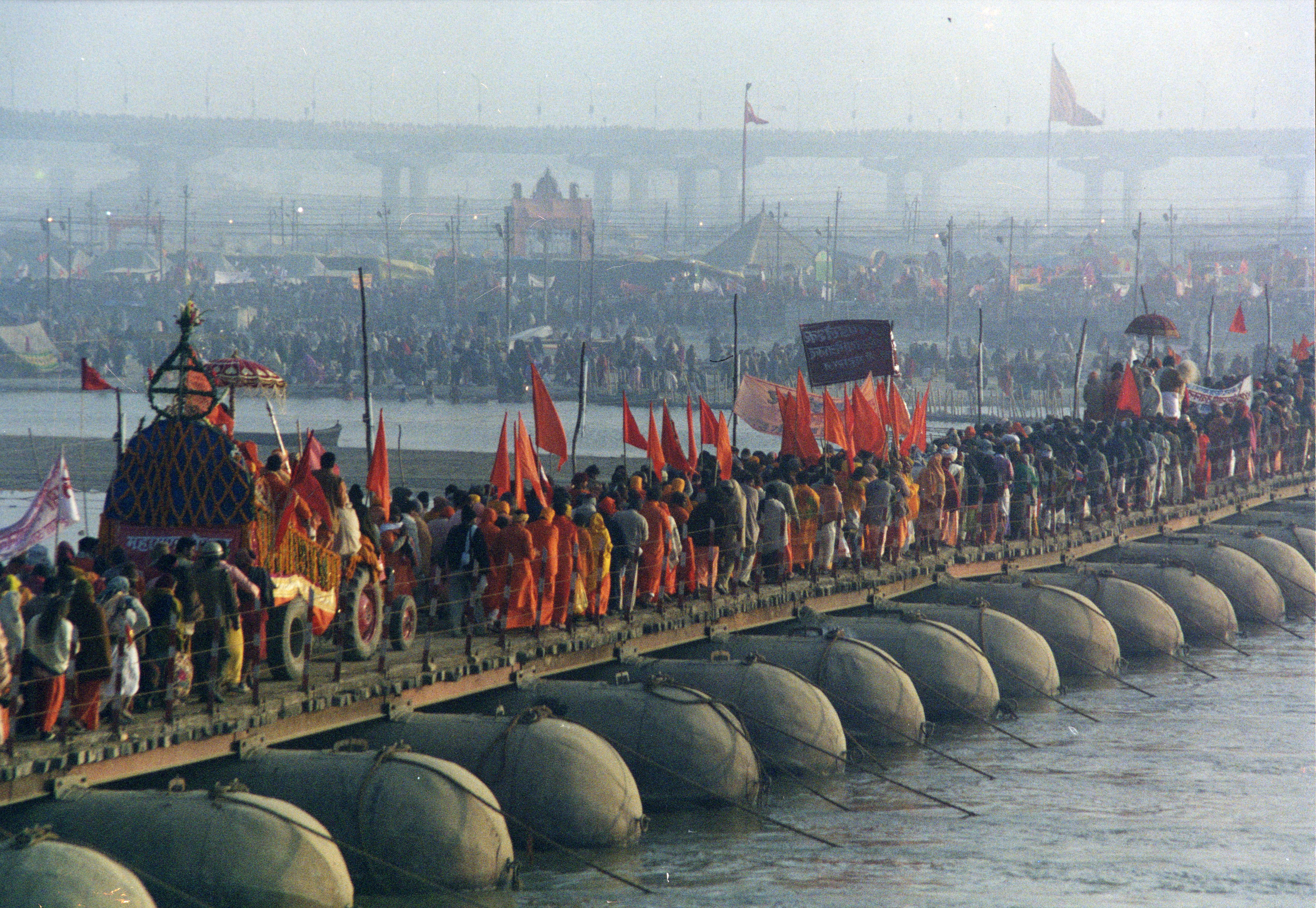
Kumbh Mela este cea mai mare adunare în scopuri religioase oriunde în lume.

Turism religios, turism spiritual, turism sacru, sau turism de credință, este un tip de turism cu două subtipuri principale: pelerinaj, însemnând călătorii în scopuri religioase sau spirituale, și vizualizarea monumentelor și artefactelor religioase, o ramură a obiectivelor turistice.
Turismul a început chiar așa, prin pelerinajele oamenilor la locurile sfinte. În ziua de azi România este recunoscută pentru regiunea Nordul Moldovei unde se întâlnesc nenumărate biserici întemeiate de domnitori pentru victorii. Pe lângă bucuria de a vizita un loc minunat, cu verdeață, linisțit, oamenii primesc mai mult de atât pentru că se încarcă pozitiv. Ortodocșii au credința tare că prin participarea la slujbe primesc Duh Sfânt. De aceea, sunt agenții de turism care propun și plimbări și participări la slujbe.
Conform http://www.romania-travel-guide.com/atractii/religioase/ sunt 10 mari obiective în România și anume Mănăstirile din Bucovina, Bisericile de lemn din Maramureș, Mănăstirile din zona Neamțului, Bisericile de piatră din zona Hațegului, Rupea-Viscri, Homorod-Racoș-Hoghiz, Bisericile din împrejurul Brașovului, Bisericile săsești din Țara Oltului, Bisericile Săsești de pe Valea Târnavei și Cozia-Valea Lotrului. Însă toate regiunile României au biserici reprezentative iar această enumerare nu este exhaustivă. 
Așadar, bisericile din Bucovina dar și din zona Neamțului sunt ctitorii ale domitorilor Ștefan cel Mare și ale urmașului acestuia, Petru Rareș. Primul domnitor a ctitorit aproximativ 40 de mănăstiri închinate lui Hristos, după fiecare bătălie câștigată. Se pare că, chiar duhovnicul acestuia, sfântul Daniil Sihastru i-a și arătat locul celui mai important și emblematic locaș de cult al României, Mănăstirea Putna. 
8 dintre ctitoriile lui, au fost incluse în Patrimoniul Mondial Unesco: Arbore, Humor, Moldovița, Pătrăuți, Probota, Suceava, Sucevița și Voroneț. Ștefan cel Mare și Sfânt, canonizat de biserica română, este întemeietorul întregii Moldove și erou național și în Republica Moldova, înainte de URSS parte din România sub denumirea de Basarabia.